# Piotrowice (Otwock)
Pour les articles homonymes, voir Piotrowice.
Piotrowice (prononciation : [pjɔtrɔˈvit͡sɛ]) est un village polonais de la gmina de Karczew dans le powiat d'Otwock de la voïvodie de Mazovie dans le centre-est de la Pologne.
Il se situe à environ 9 kilomètres au sud de Karczew (siège de la gmina), 13 kilomètres au sud d'Otwock (siège du powiat) et à 31 kilomètres au sud-est de Varsovie (capitale de la Pologne).
Le village compte approximativement une population de 300 habitants en 2007.

## Histoire
De 1975 à 1998, le village appartenait administrativement à la voïvodie de Varsovie.

## Galerie

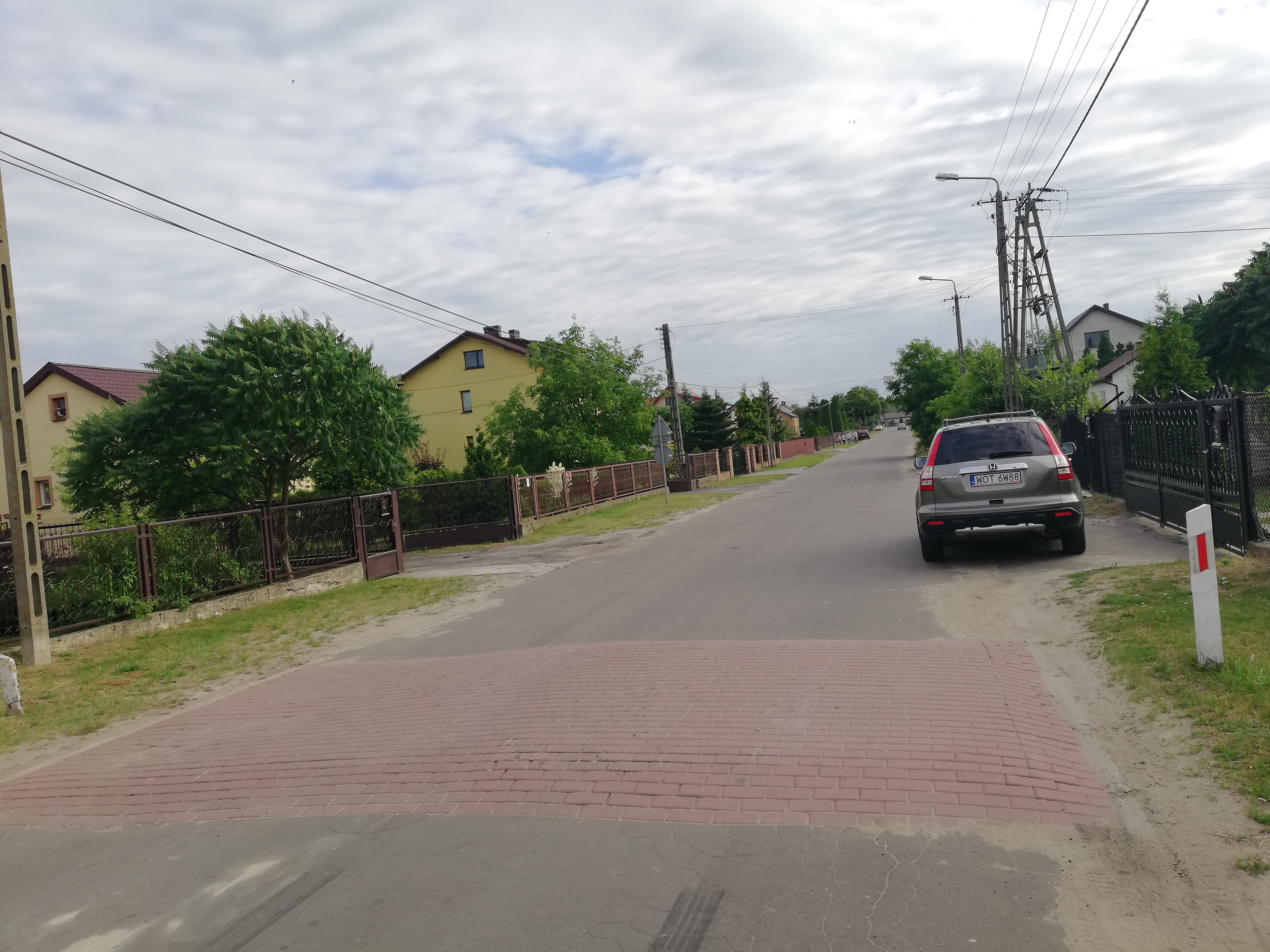
Village de Piotrowice

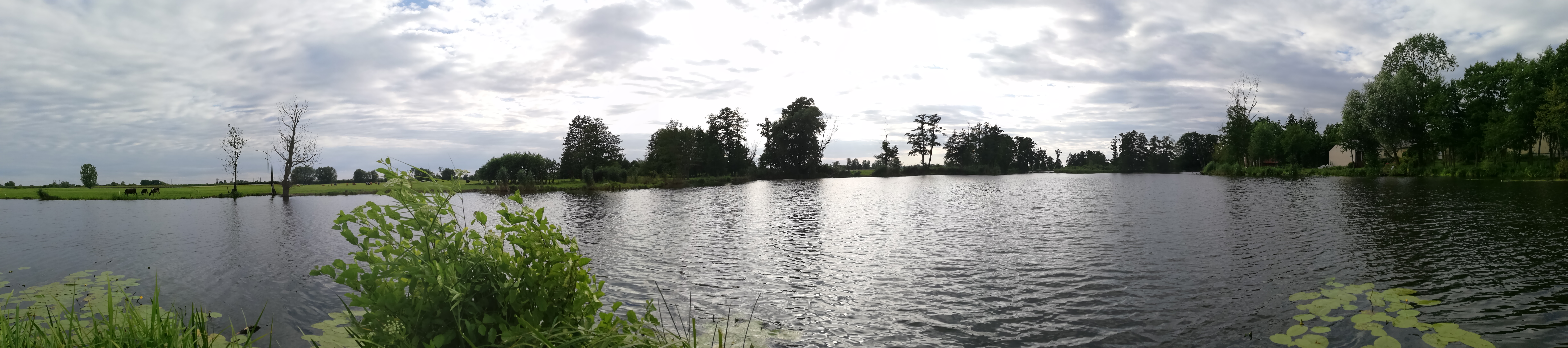
Panorama sur le lac à Piotrowice

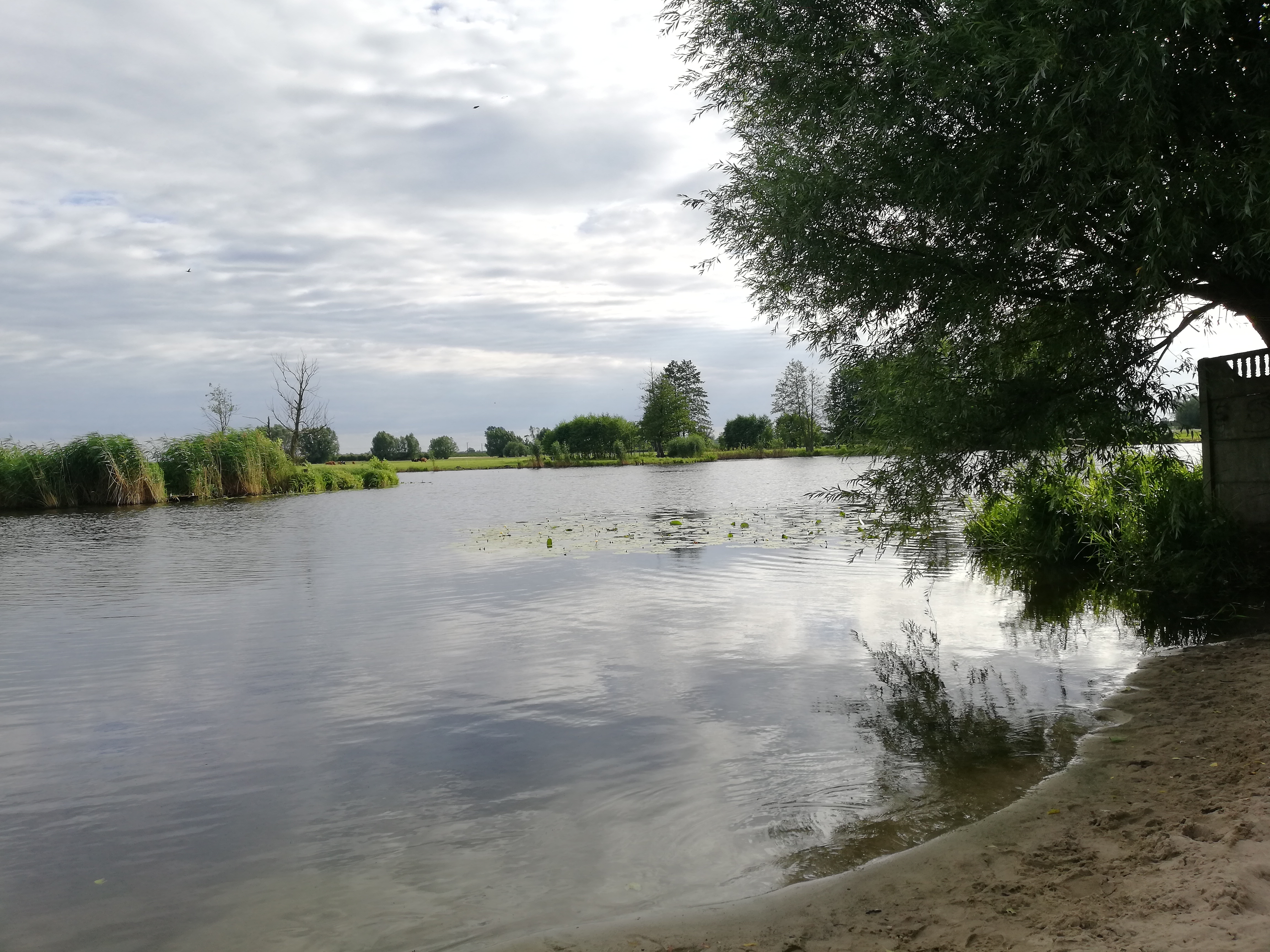
Lac à Piotrowice

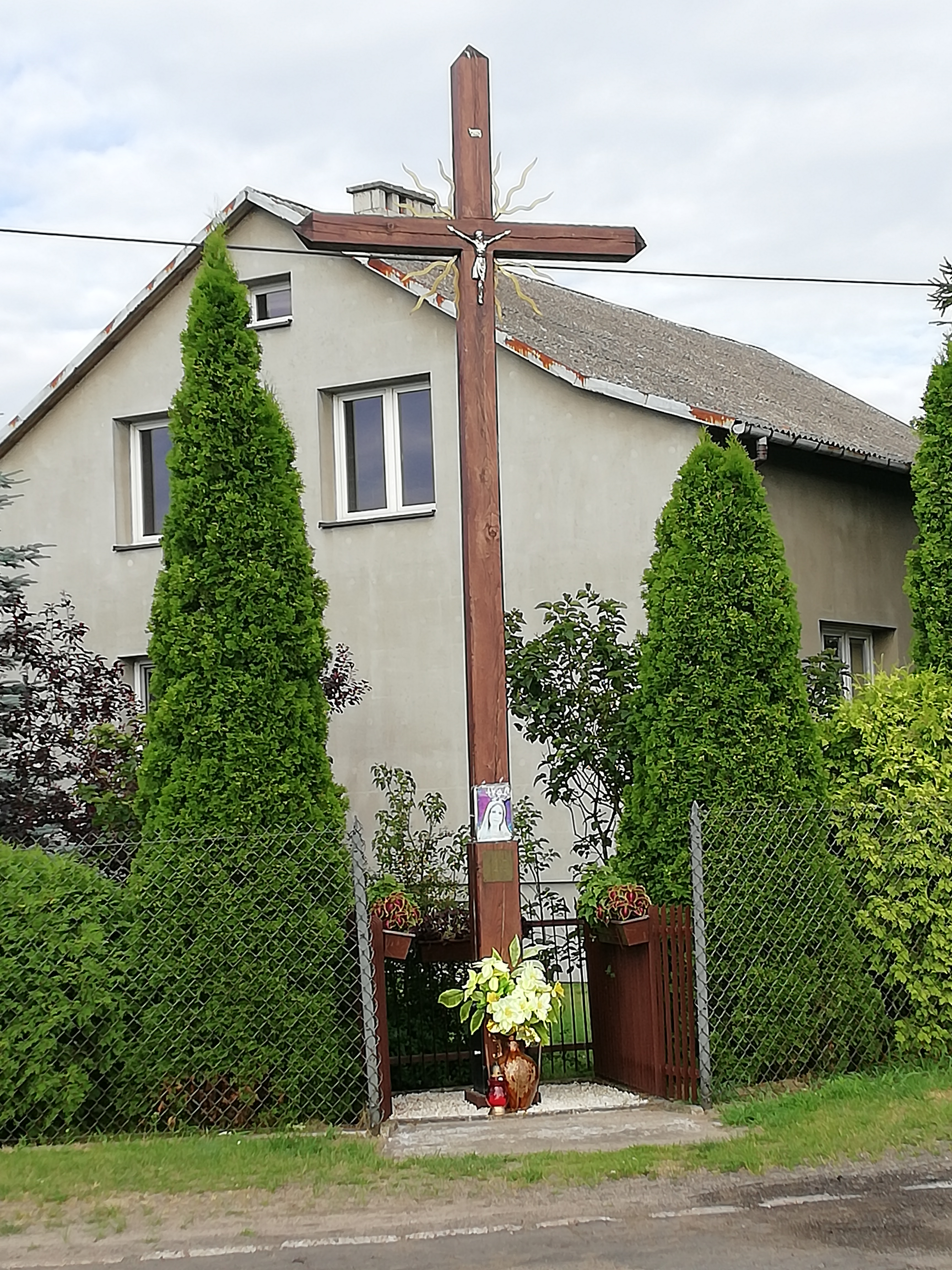
Croix à Piotrowice